# 내일은 맑음 (2006년 드라마)
《내일은 맑음》(てるてるあした 데루테루아시타[*])은 가노 도모코의 미스터리 판타지 소설이자, 이를 원작으로 2006년 4월 14일부터 6월 23일까지 TV 아사히의 금요 나이트 드라마 시간대에 방송된 텔레비전 드라마이다.
드라마는 '사사라'라는 가상의 마을을 무대로, 가노의 다른 작품인 《사사라 사야》와 연작 형식으로 《내일은 맑음》의 주인공인 데루요(구로카와 도모카)를 주축으로, 《사사라 사야》의 주인공 사야(기무라 다에)의 이야기를 풀어나간다.
같은 시간대에 2005년 봄에 방송된 《비와 꿈의 뒤에》와 출연진과 제작진이 거의 비슷해 속편이라고도 할 수 있으나, 작가, 등장 인물이 다르고 내용도 이어지지 않는다.

## 출연진
- 구로카와 도모카 - 아메미야 데루요
- 기무라 다에 - 미즈노 사야
- 가네코 노보루 - 마쓰모토 요타
- 사쿠라 - 에리카
- 다카베 아이
- 브라더 톰
- 오기노메 게이코 - 아메미야 게이코
- 후쿠다 마유코 - 사와이 야스코
- 쿠사부에 미츠코 - 스즈키 히사요

그 외
- 사와무라 잇키 - 사와무라 잇키
- 사토 지로
- 하야미 모코미치 - 수수께끼의 남자(제10화 게스트)

## 제작진
- 각본 - 나루이 유타카, 마시바 아즈키
- 연출 - 가라키 아키히로 (5학년 D반), 니노미야 히로유키 (MMJ), 다카바시 노리유키 (TV 아사히)
- 제작 - TV 아사히, MMJ

## 주제가
- 히라카와치 잇초메 〈운메이노 무코〉
  - 7화에 게스트로 출연

## 부제
| 각 화                                                  | 방송일          | 부제                      | 연출              | 시청률 |
| ------------------------------------------------------ | --------------- | ------------------------- | ----------------- | ------ |
| 제1화                                                  | 2006년 4월 14일 | 성격 나쁜 소녀와 미망인!! | 가라키 아키히로   | 9.5%   |
| 제2화                                                  | 2006년 4월 21일 | 데루요, 시간을 건너다     | 가라키 아키히로   | 10.9%  |
| 제3화                                                  | 2006년 4월 28일 | 사랑하는 초능력 소녀      | 니노미야 히로유키 | 11.2%  |
| 제4화                                                  | 2006년 5월 5일  | 노래하는 좀비 자전거      | 니노미야 히로유키 | 10.0%  |
| 제5화                                                  | 2006년 5월 12일 | 도쿄의 밤·두 사람         | 가라키 아키히로   | 8.8%   |
| 제6화                                                  | 2006년 5월 19일 | 외톨이 소녀               | 다카바시 노리유키 | 7.7%   |
| 제7화                                                  | 2006년 5월 26일 | 돌아온 아빠               | 가라키 아키히로   | 9.2%   |
| 제8화                                                  | 2006년 6월 2일  | 사사라 사야               | 니노미야 히로유키 | 7.9%   |
| 제9화                                                  | 2006년 6월 9일  | 엄마의 테마송             | 다카바시 노리유키 | 7.2%   |
| 제10화                                                 | 2006년 6월 16일 | 유언                      | 가라키 아키히로   | 7.7%   |
| 제11화                                                 | 2006년 6월 23일 | 내일은 웃자               | 가라키 아키히로   | 7.4%   |
| 평균시청률 8.9% (시청률은 간토 지구·비디오 리서치조사) |                 |                           |                   |        |

| TV 아사히 금요 나이트 드라마 | TV 아사히 금요 나이트 드라마 | TV 아사히 금요 나이트 드라마 |
| 이전 작품                    | 작품명                       | 다음 작품                    |
| ---------------------------- | ---------------------------- | ---------------------------- |
| 시효경찰                     | 내일은 맑음 (2006년 드라마)  | 검은 태양                    |